# Кольонія-Островська
Кольонія-Островська (пол. Kolonia Ostrowska) — село в Польщі, у гміні Ґізалки Плешевського повіту Великопольського воєводства.
Населення — 149 осіб (2011).
У 1975-1998 роках село належало до Каліського воєводства.

## Демографія
Демографічна структура станом на 31 березня 2011 року:
|          | Загалом | Допрацездатний вік | Працездатний вік | Постпрацездатний вік |
| -------- | ------- | ------------------ | ---------------- | -------------------- |
| Чоловіки | 76      | 21                 | 46               | 9                    |
| Жінки    | 73      | 18                 | 45               | 10                   |
| Разом    | 149     | 39                 | 91               | 19                   |